# Adolf Matukin
Adolf Matukin (ur. ? w Nowej Wilejce, zm. ? w Suwałkach) – sierżant piechoty Wojska Polskiego.
W czasie wojny z bolszewikami walczył w szeregach 41 Suwalskiego pułku piechoty. 22 lutego 1921 roku za wykazane męstwo został odznaczony Krzyżem Srebrnym Orderu Wojskowego Virtuti Militari.